# یابوونووو پومورسکی
یابوونووو پومورسکی (به لاتین: Jabłonowo Pomorskie، تلفظ: [jabwɔˈnɔvɔ--pɔˈmɔrskʲɛ]) یک شهرک در لهستان است که در شهرستان برودنیتسا واقع شده‌است.

## خصوصیات
یابوونووو پومورسکی ۳٫۳۵ کیلومترمربع مساحت و ۳٬۸۲۱ نفر جمعیت دارد و ۸۰ متر بالاتر از سطح دریا واقع شده‌است.